# 马济永
马济永（法語：Mazion，法語發音：[mazjɔ̃]）是法国吉伦特省的一个市镇，属于布莱区。

## 地理
马济永（45°9'44"N, 0°36'52"W）面积3.71 平方千米，位于法国新阿基坦大区吉倫特省，该省份为法国西南部沿海省份，是法國本土面积最大的省，北起滨海夏朗德省，西临大西洋，南至朗德省，东南接洛特-加龍省，东临多爾多涅省。
与马济永接壤的市镇（或旧市镇、城区）包括：卡尔特莱格、富尔、圣保罗、圣瑟兰德屈尔萨克。
马济永的时区为UTC+01:00、UTC+02:00（夏令时）。

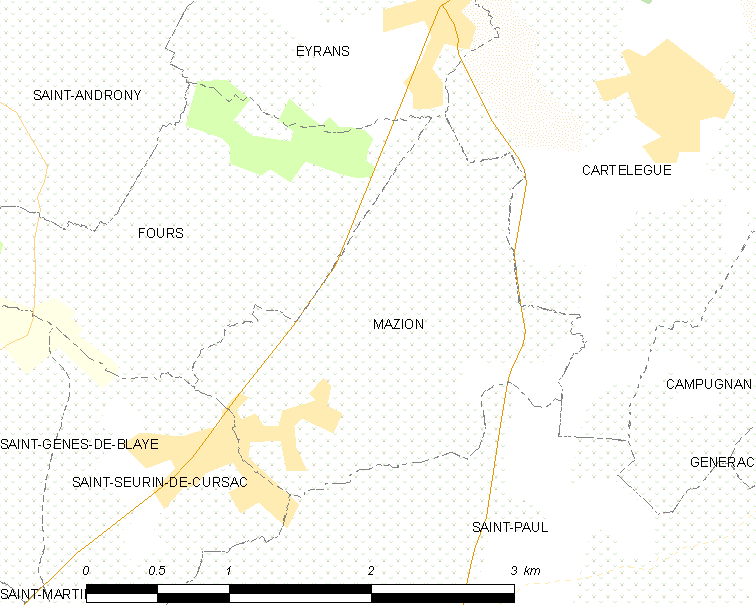
马济永的OSM定位图

## 行政
马济永的邮政编码为33390，INSEE市镇编码为33280。

## 政治
马济永所属的省级选区为河口县。

## 人口

1962-2008年间马济永人口变化图示

马济永于2022年1月1日时的人口数量为545人。